# Nyírábrányi meteorit
A Nyírábrány egy 1914-ben Magyarországon hullott meteorit nemzetközi neve.

## Főbb jellemző adatai
A Nyírábrány meteorit 1914. július 17-én hullott le a ma Hajdú-Bihar vármegyei Nyírábrány község határában.

## A meteorit típusa
Az ásványain végzett kémiai összetétel (Mg/Fe arány) alapján a Nyírábrány kondritos meteorit az LL5 típusba sorolható be. Típusát tekintve tehát rokona a Knyahinyai meteoritnak, mert azt a kutatás az utóbbi időben már L5/LL5 típusba sorolja breccsás szerkezet alapján.

## Külső hivatkozások
- A Nyírábrány LL5 kondrit főbb adatai.
- A magyarországi meteoritok listája.